# Jocs Florals Internacionals
Els Jocs Florals Internacionals van ser un concurs literari en esperanto, basats en el model dels Jocs Florals de Barcelona. Estigueren fundats per Frederic Pujulà i Vallès el 1908, des de la redacció de La Revuo, amb ocasió del proper Congrés Universal d'Esperanto a Barcelona, i la principal guanyadora va ser la poetessa alemanya Marie Hankel. Entre les obres premiades, s'hi trobava un poema en esperanto de Carles Riba.
En fundar-se la Federació Catalana d'Esperantistes, el 1910, els Jocs Florals Internacionals passen a celebrar-se en el marc dels congressos esperantistes catalans, a partir del II Congrés Català d'Esperanto de 1911, celebrat a Tarragona. Tot i tenir una nombrosa participació d'esperantistes d'altres països, aquesta va augmentar després de la Gran Guerra, en rebre el suport de la revista literària Literatura Mondo de Budapest i autors cabdals com Kálmán Kalocsay o Gyula Baghy van ser premiats. Els Jocs Florals van esdevenir així els premis literaris més importants de la literatura en esperanto d'abans de la Segona Guerra Mundial.
El certamen va posar en contacte els esperantistes catalans amb la producció literària en esperanto i van esperonar la seva creació literària, especialment en autors com Jaume i Josep Grau Casas, Artur Domènech i Mas i Teresa i Eulàlia Rosell. A més, els premis en la traducció d'obres catalanes van servir de base a la confecció de la Kataluna Antologio, publicada el 1925.
Els Jocs Florals van seguir les mateixes vicissituds que el moviment esperantista català, deixant de celebrar-se durant la Primera Guerra Mundial o durant la repressió de l'esperantisme català durant la dictadura de Primo de Rivera. Amb l'esclat de la Guerra Civil van deixar de celebrar-se durant més de quaranta anys.
Després de la caiguda del règim franquista, els esperantistes catalans —primerament sense una organització que els aplegués i, a partir de 1982, des de l'Associació Catalana d'Esperanto— van rellançar el concurs el 1978. En aquesta nova època no estaven limitats a la poesia i els tres guanyadors del primer premi (Flor Natural) reberen el títol de Mestre dels Jocs Florals. Van ser Timothy Brian Carr, Bernard Golden, Giorgio Silfer i Krys Ungar. Altres premiats foren Kris Long, Aldo de' Giorgi, Jiří Kořínek, Nicolino Rossi, Gonçalo Neves, Miguel Fernández, Jorge Camacho i István Ertl.
El concurs va deixar de celebrar-se l'any 1993.

## Cronologia
1. 1911 Tarragona (Tarragonès)
2. 1912 Terrassa (Vallès Occidental)
3. 1913 Olot (Garrotxa) [Discurs: Carlo Bourlet]
4. 1914 Sant Feliu de Guíxols (Baix Empordà)
5. 1915 Vilanova i la Geltrú (Garraf)
6. 1916 Reus (Baix Camp)
7. 1919 Manlleu (Osona)
8. 1921 Girona (Gironès)
9. 1923 Manresa (Bages)
10. 1924 Vic (Osona) [Discurs: Kálmán Kalocsay]
11. 1925 Ciutat de Mallorca (Mallorca) [Discurs: Edmond Privat]
12. 1926 Santa Coloma de Farners (Selva)
13. 1927 Sóller (Mallorca)
14. 1928 Vinaròs (Baix Maestrat)
15. 1933 El Vendrell (Baix Penedès)
16. 1935 Ripoll (Ripollès)
17. 1936 Manresa (Bages)
18. 1978 Tortosa (Baix Ebre) [Flor Natural: Kris Long. Discurs: Manuel Casanoves i Casals]
19. 1979 Rubí (Vallès Occidental) [Flor Natural: Aldo de' Giorgi. Discurs: Salvador Gumà i Clavell]
20. 1980 Vilanova i la Geltrú (Garraf) [Flor Natural: Jiří Kořínek. Discurs: Renat Llech-Walter]
21. 1981 Moià (Moianès) [Flor Natural: Váldemar Vinar. Discurs: Ada Fighiera Sikorska]
22. 1982 Reus (Baix Camp) [Flor Natural: Giorgio Silfer. Discurs: Giorgio Silfer]
23. 1983 Sabadell (Vallès Occidental) [Flor Natural: Nicolino Rossi. Discurs: György Nanovsky]
24. 1984 Olot (Garrotxa) [Flor Natural: Giorgio Silfer. Discurs: André Albault]
25. 1985 Sant Cugat del Vallès (Vallès Occidental) [Flor Natural: José Fernández Arroyo. Discurs: Baldur Ragnarsson]
26. 1986 Lleida (Segrià) [Flor Natural: Timothy Brian Carr. Discurs: Anna Löwenstein]
27. 1987 Barcelona (Barcelonès) [Flor Natural: Timothy Brian Carr. Discurs: Georges Lagrange]
28. 1988 Barcelona (Barcelonès) [Flor Natural: Pier Giorgio Soranzo. Discurs: Gaston Waringhien (llegit per: Perla Martinelli)]
29. 1989 Perpinyà (Rosselló) [Flor Natural: Krys Ungar. Discurs: Timothy Brian Carr]
30. 1990 Palamós (Baix Empordà) [Flor Natural: Krys Ungar. Discurs: Krys Ungar]
31. 1991 Tarragona (Tarragonès) [Flor Natural: Gonçalo Neves. Discurs: William Auld]
32. 1992 Terrassa (Vallès Occidental) [Flor Natural: Miguel Fernández Martín. Discurs: Gonçalo Neves]
33. 1993 Alcúdia (Mallorca) [Discurs: Jorge Camacho]